# Capilla, Mexiko
Capilla är en ort i Mexiko.   Den ligger i kommunen El Porvenir och delstaten Chiapas, i den sydöstra delen av landet, 900 km sydost om huvudstaden Mexico City. Capilla ligger 2 930 meter över havet och antalet invånare är 317.
Terrängen runt Capilla är bergig åt nordväst, men åt sydost är den kuperad. Capilla ligger uppe på en höjd. Runt Capilla är det ganska tätbefolkat, med 179 invånare per kvadratkilometer. Närmaste större samhälle är El Porvenir de Velasco Suárez, 5,1 km väster om Capilla. I omgivningarna runt Capilla växer huvudsakligen savannskog.